# Agudus sexmaculatus
Agudus sexmaculatus är en insektsart som beskrevs av Rauno E. Linnavuori 1959. Agudus sexmaculatus ingår i släktet Agudus och familjen dvärgstritar. Inga underarter finns listade i Catalogue of Life.